# Irish Stew of Sindidun
Irish Stew of Sindidun Irish Stew of Sindidunпознат и као Irish Stew је српски келтски рок бенд из Београда. На почетку каријере свирали су ирску народну музику, а касније се сконцентрисали на панк рок, инспирисани ирском народном музиком и другим жанровима. Поред сопствених песама, бенд изводи и обраде ирских традиционалних песама, као и песме бенда The Pogues.

## Историјат

### 2000—2009
Идеју о формирању ирског фолк бенда појавила се када су се 2002. године Бојан Петровић (вокал, звиждаљке) и Ненад Гаврилов (акустична гитара, пратећи вокали), обојица љубитељи ирске музике, одлучили да започну да заједно свирају. Након неколико покушаја бенд је званично основан у јануару 2003. године. У то време бенд није наступао уживо и није имао име, али неколико месеци касније именован је и добио је нове чланове. Поред Петровића и Гавриловића, у бенду су били и Иван Ђурић (бенџо, електрична гитара), Ана Мркобрада (виолина), Александар Господинов (бас гитара, пратећи вокал) и Павле Медан (бубњеви).
Прво појављивање у медијима група је имала 26. јуна 2003. године у радио емисији „Келтска ноћ” коју је преносио Радио Обреновац. Након што је добио позитивне критике, бенд је почео често да наступа. Иако је бенд у почетку радио само обраде, почели су да пишу сопствене песме и убрзо учествовали на неколико такмичења. Године 2004. бенд је освојио награду публике у такмичењу Demo masters у организацији радија Београд 202 и Награду Демо маратон у организацији Дома омладине Београда.
Први студијски албум бенд је почео да снима 2005. године, а он је објављен 31. октобра 2005. године под називом So Many Words... за One records и на њему се нашло девет оригиналних нумера и три обраде ирских традиционалних песама. Снимљени су промовитни видео спотови за нумере Puzzle Of Life и Why. Група је након тога наставила са концертним активностима и започела припрему другог албума који је објављен у марту 2008. године. Албум Dare to Dream снимљен је са новим бубњаром Марко Краснићем, а објављен је за One records. На албуму се налази десет оригиналних нумера и две обраде ирских традиционалних песама. Крајем децембра 2008. године, веб-сајт shitenonions.com који пише о келтском панку, уврстио је албум Dare to Dream у пето најбоље издање 2008. године. У марту 2009. године објављен је промотивни видео за песму Ditch, а 26. јуна исте године бенд је одржао концерт поводом шест година постојања у Студентском културном центру Београд. Током 2009. године бубњар Краснић напустио је бенд, а заменио га је Марко Јовановић.

### 2010—2020
У августу 2011. године бенд је објавио сингл под називом Lady of New Tomorrow, који је пуштен за бесплатно преузимање на званичном веб-сајту бенда, као најава за њихов трећи студијски албум. Албум под називом New Tomorrow снимљен је са новом виолинисткињом Аном Милановић, а објављен је 6. октобра 2011. године на компакт диск издању, за One records и преко мултимедијалне апликације за бесплатно преузимање са веб-сајта бенда. Отприлике у исто време, Бојан Петровић се придружио бенду Ортодокс Келтс, а 2016. године га је напустио.
У октобру 2017. године бенд је објавио четврти студијски албум под називом City of Grigs. Албум је претходно најављен синглом Heavier than Sin, који је објављен у марту 2016. године од стране Амонајт рекордса. На албуму се налази десет песама, а три од њих су обраде ирске традиционалне музике.

## Дискографија
- (2005)
- (2008)
- (2011)
- (2017)